# Mycetina brevipes
Mycetina brevipes es una especie de coleóptero de la familia Endomychidae.

## Distribución geográfica
Habita en Laos.